# Kerken
Kerken (với các thị trấn Aldekerk, Eyll, Nieukerk và Stenden) là một đô thị ở huyện Kleve trong bang Nordrhein-Westfalen, Đức. Đô thị này tọa lạc gần biên giới với Hà Lan, khoảng 15 km đông bắc của Venlo.